# Parque nacional Nullarbor
Nullarbor es un parque nacional en Australia Meridional, ubicado a 887 km al oeste de Adelaida. Fue creado en 1979 con un área de 5.781,27 km², pero en 2013 cedió la mayor parte de su extensión al Área de protección natural de Nullarbor.